# Schlacht bei Lobositz
Pirna – Lobositz – Prag – Gabel – Kolin – Groß-Jägersdorf – Moys – Roßbach – Breslau – Leuthen – Domstadtl – Olmütz – Neisse – Zorndorf – Hochkirch – Kay – Kunersdorf – Hoyerswerda – Maxen – Koßdorf – Landeshut – Liegnitz – Oschatz – Berlin – Wittenberg – Torgau – Döbeln – Burkersdorf – Reichenbach – Freiberg
Die Schlacht bei Lobositz (auch Lowositz) fand am 1. Oktober 1756 zwischen der preußischen und der kaiserlichen österreichischen Armee statt. König Friedrich II. von Preußen besiegte dabei im Siebenjährigen Krieg die Österreicher unter Feldmarschall Maximilian Ulysses Browne, der vergeblich versucht hatte, der bei Pirna eingeschlossenen sächsischen Armee zu Hilfe zu kommen.

## Vorgeschichte
Am 29. August 1756 begann der Einmarsch der Preußen in Sachsen, am 6. September wurde Dresden besetzt. Die sächsische Armee war am 10. September mit etwa 20.000 Mann bei Struppen unweit von Pirna eingeschlossen worden. Zur Sicherung des westlichen Elbe-Ufers war ein Korps unter Feldmarschall Jakob Keith bis Aussig nach Süden vorgeschoben worden, um einen Entsatz der Sachsen durch die Österreicher zu verhindern. Am 28. September übernahm Friedrich II. im preußischen Lager bei Johnsdorf selbst den Oberbefehl über 26 Bataillone, 61 Eskadronen und 102 Geschütze. Ihm gegenüber hatte sich Feldmarschall Browne hinter dem Modl- und Morellenbach zwischen Lobositz und Sollowitz mit 52 Bataillonen, 72 Schwadronen und 98 Kanonen verschanzt.

## Schlachtverlauf
Zwischen dem 420 Meter hohen Lobosch-Berg und Wawczin vollzog sich der preußische Aufmarsch. Vor Lobositz entwickelte sich der Hauptkampf, Ziel der angreifenden Preußen war es, die Österreicher auf die Elbe zurückzudrängen. Der rechte Flügel unter Prinz Ferdinand von Braunschweig lehnte sich am Homolka-Berg, der linke Flügel unter dem Herzog von Bevern begann sich auf den Weinbergen des Lobosch gegenüber den Österreichern unter General Lacy zu formieren. Eine Infanteriebrigade unter Generalleutnant von Kleist sicherte im Zentrum, hinter dem rechten Flügel marschierte unter Feldmarschall Graf Geßler fast die gesamte Kavallerie (52 Schwadronen) in drei Treffen auf. Die Österreicher zählten etwa 35.000 Mann, die Preußen 28.000 Mann. Der Angriff der preußischen Kavallerie, die unerwartet auf den Feind stieß, wurde zwar nach dem Eintreffen der österreichischen Kürassiere unter General Radicati und Generalmajor Karl Claudius O’Donnell abgeschlagen, die preußische Infanterie erstürmte aber in der Schlussphase den Ort Lobositz und zwang die Österreicher zum Rückzug.
Die Schlacht war von allseitigen Missverständnissen geprägt: Der preußische Kavallerieangriff geschah gegen den Befehl Friedrichs, daraufhin hatte er die Schlacht schon verloren gegeben und das Schlachtfeld verlassen. Als die Preußen Lobositz erstürmt hatten, glaubten sie, die Österreicher geschlagen zu haben, und Friedrich kehrte zurück. Allerdings war Lobositz nur von der österreichischen Vorhut besetzt, die Hauptarmee war noch intakt, ebenso war die Kavallerie am linken Flügel unter Graf Lucchesi noch unversehrt. Browne erkannte jedoch nicht, dass die Preußen schon „ihr Pulver verschossen hatten“, und zog sich zurück.
Die Preußen verloren im Kampf 97 Offiziere, 109 Unteroffiziere, dazu 2600 Tote und Verwundete, sowie 260 Gefangene und Fahnenflüchtige. Feldmarschall Browne hatte 2863 Mann verloren, davon 123 Offiziere, General Radicati war gefallen, weitere 2018 Mannschaften waren gefallen und verwundet, 718 Mann in Gefangenschaft.
An der Schlacht bei Lobositz nahm auf preußischer Seite auch der Schweizer Söldner Ulrich Bräker teil. In seinem autobiografischen Werk Der arme Mann im Tockenburg beschrieb er das Schlachtengetümmel später eindrücklich – nicht ohne zu erwähnen, dass er dasselbe zusammen mit anderen Soldaten zur Desertion nutzte. Der schwedische Mediziner Arvid Faxe, der eine Anstellung am Preußischen Hof erhielt, war ein weiterer bekannter ausländischer Teilnehmer an der Schlacht.